# Agrius elegans
Agrius elegans är en fjärilsart som beskrevs av Gehelen. 1932. Agrius elegans ingår i släktet Agrius och familjen svärmare. Inga underarter finns listade i Catalogue of Life.